# PDC Pro Tour 2009
Die PDC Pro Tour 2009 war die achte Austragung der Dartsturnierserie von der PDC. Sie beinhaltete die UK Open Qualifiers und die Players Championships. Insgesamt wurden 39 Turniere und damit 3 mehr als im Vorjahr ausgetragen – 31 Players Championships und 8 UK Open Qualifiers.
Dieser Artikel enthält auch die GDC Pro Tour, eine Non-UK Affiliate Tour der PDC.

## Preisgeld
Die Preisgelder der Players Championships und UK Open Qualifiers wurden angeglichen und dabei beide erhöht.
Sie unterteilten sich wie folgt:
| Runde         | Players Championships | UK Open Qualifiers |
| ------------- | --------------------- | ------------------ |
| Sieg          | £ 6.000               | £ 6.000            |
| Finale        | £ 3.000               | £ 3.000            |
| Halbfinale    | £ 1.500               | £ 1.500            |
| Viertelfinale | £ 800                 | £ 800              |
| Achtelfinale  | £ 400                 | £ 400              |
| Letzte 32     | £ 300                 | £ 300              |
| Letzte 64     | £ 200                 | £ 200              |
| Total         | £ 29.600              | £ 29.600           |

## Players Championships
| Nr. | Datum      | Turnier                                 | Austragungsort | Sieger             | Ergebnis | Finalist              |
| --- | ---------- | --------------------------------------- | -------------- | ------------------ | -------- | --------------------- |
| 1   | 10.01.2009 | Bobby Bourn Memorial Trophy             | Doncaster      | Terry Jenkins      | 6 : 3    | Mark Dudbridge        |
| 2   | 17.01.2009 | PDPA Players Championship Gibraltar 1   | Gibraltar      | Phil Taylor        | 6 : 2    | Alan Tabern           |
| 3   | 18.01.2009 | PDPA Players Championship Gibraltar 2   | Gibraltar      | Phil Taylor        | 6 : 1    | Mark Dudbridge        |
| 4   | 28.02.2009 | PDPA Players Championship Germany 1     | Gladbeck       | Phil Taylor        | 6 : 0    | Adrian Lewis          |
| 5   | 01.03.2009 | PDPA Players Championship Germany 2     | Gladbeck       | Phil Taylor        | 6 : 1    | Adrian Lewis          |
| 6   | 07.03.2009 | PDPA Players Championship Scotland 1    | Irvine         | Robert Thornton    | 6 : 5    | Dennis Priestley      |
| 7   | 14.03.2009 | PDPA Players Championship North West    | Wigan          | Dennis Priestley   | 6 : 1    | Colin Lloyd           |
| 8   | 21.03.2009 | PDPA Players Championship South         | Brentwood      | Phil Taylor        | 6 : 2    | Ronnie Baxter         |
| 9   | 28.03.2009 | PDPA Players Championship Midlands      | Coventry       | Mark Walsh         | 6 : 4    | Phil Taylor           |
| 10  | 04.04.2009 | PDPA Players Championship Nuland 1      | Nuland         | Phil Taylor        | 6 : 5    | Gary Anderson         |
| 11  | 05.04.2009 | PDPA Players Championship Nuland 2      | Nuland         | Phil Taylor        | 6 : 2    | Gary Anderson         |
| 12  | 11.04.2009 | PDPA Players Championship South West    | Taunton        | Michael van Gerwen | 6 : 3    | Vincent van der Voort |
| 13  | 18.04.2009 | PDPA Players Championship East Midlands | Derby          | James Wade         | 6 : 4    | Colin Lloyd           |
| 14  | 09.05.2009 | PDPA Players Championship Wales         | Newport        | Gary Anderson      | 6 : 2    | Mervyn King           |
| 15  | 13.06.2009 | PDPA Players Championship Barnsley 1    | Barnsley       | Mark Walsh         | 6 : 4    | Jamie Caven           |
| 16  | 14.06.2009 | PDPA Players Championship Barnsley 2    | Barnsley       | Colin Osborne      | 6 : 2    | Gary Anderson         |
| 17  | 20.06.2009 | PDPA Players Championship Germany 3     | Dinslaken      | Andy Smith         | 6 : 5    | Colin Lloyd           |
| 18  | 21.06.2009 | PDPA Players Championship Germany 4     | Dinslaken      | Mark Walsh         | 6 : 5    | Andy Hamilton         |
| 19  | 30.06.2009 | PDPA Players Championship Las Vegas     | Paradise       | Ronnie Baxter      | 6 : 2    | Phil Taylor           |
| 20  | 09.08.2009 | Australian Open Players Championship    | Sydney         | Paul Nicholson     | 6 : 1    | Robert Thornton       |
| 21  | 16.08.2009 | PDPA Players Championship Canada        | London         | Dennis Priestley   | 6 : 4    | Wes Newton            |
| 22  | 22.08.2009 | Atlanta Players Championship            | Atlanta        | Colin Lloyd        | 6 : 2    | James Wade            |
| 23  | 23.08.2009 | US Open Players Championship            | Atlanta        | Dennis Priestley   | 6 : 3    | Andy Hamilton         |
| 24  | 05.09.2009 | PDPA Players Championship Austria 1     | Salzburg       | Adrian Lewis       | 6 : 4    | Carlos Rodríguez      |
| 25  | 06.09.2009 | PDPA Players Championship Austria 2     | Salzburg       | Jamie Caven        | 5 : 2    | Steve Beaton          |
| 26  | 03.10.2009 | PDPA Players Championship Ireland 1     | Dublin         | Adrian Lewis       | 6 : 4    | Andy Hamilton         |
| 27  | 04.10.2009 | PDPA Players Championship Ireland 2     | Dublin         | Phil Taylor        | 6 : 1    | Wes Newton            |
| 28  | 18.10.2009 | Killarney Pro Tour                      | Killarney      | Phil Taylor        | 6 : 0    | Paul Nicholson        |
| 29  | 24.10.2009 | PDPA Players Championship Nuland 3      | Nuland         | Steve Beaton       | 6 : 1    | Wes Newton            |
| 30  | 25.10.2009 | PDPA Players Championship Nuland 4      | Nuland         | James Wade         | 6 : 2    | Brendan Dolan         |
| 31  | 07.11.2009 | PDPA Players Championship Scotland 2    | Irvine         | Wes Newton         | 6 : 5    | Steve Beaton          |
| 32  | 08.11.2009 | PDPA Players Championship Scotland 3    | Irvine         | Colin Osborne      | 6 : 4    | Michael van Gerwen    |

## UK Open Qualifiers
| Nr. | Datum      | Turnier                      | Austragungsort | Sieger          | Ergebnis | Finalist              |
| --- | ---------- | ---------------------------- | -------------- | --------------- | -------- | --------------------- |
| 1   | 11.01.2009 | North East Regional Final    | Doncaster      | Colin Lloyd     | 6 : 1    | Colin Osborne         |
| 2   | 08.03.2009 | Scottish Regional Final      | Irvine         | Robert Thornton | 6 : 2    | Dennis Priestley      |
| 3   | 15.03.2009 | North West Regional Final    | Wigan          | James Wade      | 6 : 3    | Kevin McDine          |
| 4   | 22.03.2009 | Southern Regional Final      | Brentwood      | Phil Taylor     | 6 : 4    | Terry Jenkins         |
| 5   | 29.03.2009 | Midlands Regional Final      | Coventry       | Phil Taylor     | 6 : 5    | Wayne Jones           |
| 6   | 12.04.2009 | South West Regional Final    | Taunton        | Phil Taylor     | 6 : 0    | Andy Hamilton         |
| 7   | 19.04.2009 | East Midlands Regional Final | Derby          | Mark Walsh      | 6 : 5    | Raymond van Barneveld |
| 8   | 10.05.2009 | Welsh Regional Final         | Newport        | Jamie Caven     | 6 : 5    | Alan Tabern           |

## Non-UK Affiliate Tours

### German Darts Corporation Pro Tour
| Nr. | Datum      | Austragungsort | Sieger      | Ergebnis | Finalist     |
| --- | ---------- | -------------- | ----------- | -------- | ------------ |
| 1   | 28.03.2009 | Köln           | Jyhan Artut | 6 : 2    | Andree Welge |
| 2   | 29.03.2009 | Köln           | Jyhan Artut | 6 : 4    | Tomas Seyler |

### World Championship International Qualifiers
| Datum      | Event                              | Austragungsort | Sieger            | Ergebnis | Finalist                 |
| ---------- | ---------------------------------- | -------------- | ----------------- | -------- | ------------------------ |
| 15.11.2009 | New Zealand Championship           | ???            | Phillip Hazel     | ? : ?    | Bernie Smith             |
| 24.08.2009 | Tom Kirby Memorial Irish Matchplay | Dublin         | Aodhagan O’Neill  | 7 : 3    | William O’Connor         |
| 26.09.2009 | South African Open                 | Johannesburg   | Leslie Francis    | 4 : 3    | Devon Petersen           |
| 19.10.2009 | Spanish Qualifier                  | Valladolid     | Francisco Ruiz    | 6 : 2    | Julio Barbero            |
| 25.10.2009 | Oceanic Masters                    | ???            | Warren Parry      | 7 : 1    | Preston Ridd             |
| 25.10.2009 | PDJ Japanese Qualifier             | Yokohama       | Haruki Muramatsu  | 6 : 2    | Morihito Hashimoto       |
| 06.11.2009 | Eastern Europe Qualifier           | Bratislava     | Osmann Kijamet    | 6 : 3    | Sebastijan Pečjak        |
| 07.11.2009 | Caribbean & South American Masters | ???            | Norman Madhoo     | 5 : 3    | Anthony Forde            |
| 14.11.2009 | Finnish Qualifier                  | ???            | Jarkko Komula     | ? : ?    | Vesa Nuutinen            |
| 14.11.2009 | Swedish Qualifier                  | ???            | Magnus Caris      | 7 : 3    | Jonas Kärström           |
| 14.11.2009 | German Qualifier                   | ???            | Tomas Seyler      | 6 : 1    | Michael Rosenauer        |
| 15.11.2009 | Philippines Qualifier              | ???            | Christian Perez   | 4 : 3    | Rizal Barellano          |
| 21.11.2009 | Polish Qualifier                   | ???            | Krzysztof Kciuk   | 6 : 1    | Tomasz Mikołajczyk       |
| 28.11.2009 | Russian Qualifier                  | Moskau         | Roman Kontschikow | 7 : 3    | Anastassija Dobromyslowa |